# Zodiac (película)
Zodiac es una película de thriller estadounidense de 2007 dirigida por David Fincher. El guion de James Vanderbilt está basado en los hechos reales relatados en los libros de Robert Graysmith, libro del mismo nombre y Zodiac Unmasked, que se publicaron en 1986 y 2002, respectivamente. La película contó con la actuación de Jake Gyllenhaal, Mark Ruffalo y Robert Downey Jr., e incluye a Anthony Edwards, Brian Cox, Elias Koteas, Donal Logue, John Carroll Lynch, Dermot Mulroney y Chloë Sevigny en roles secundarios.
Zodiac cuenta la historia de la búsqueda del notorio asesino en serie conocido como «el asesino del Zodiaco», quien asesinaba en el área de la Bahía de San Francisco y sus alrededores durante finales de la década de 1960 y principios de los 70, dejando varias víctimas tras su paso y burlándose de la policía con cartas y mensajes cifrados que enviaba a los periódicos. Hoy en día, el caso continúa siendo uno de los crímenes sin resolver más famosos de Estados Unidos. Fincher, Vanderbilt y el productor Brad Fischer pasaron dieciocho meses dirigiendo su propia investigación y averiguando acerca de los asesinatos. Fincher utilizó la cámara digital Thomson Viper para filmar la película. Al contrario de la creencia popular, Zodiac no fue rodada digitalmente en su totalidad; se utilizaron cámaras de fotografía tradicional para las secuencias de asesinatos en cámara lenta.
Las críticas de la película fueron positivas, elogiando el guion, la dirección, las actuaciones y la autenticidad histórica. Zodiac fue nominada a varios premios y Fincher ganó el premio al mejor director en el Dublin Film Critics' Circle en 2007. El filme recaudó un total de 84 millones de dólares, con un presupuesto de 65 millones invertidos en la producción.

## Argumento
El 4 de julio de 1969 un individuo sin identificar ataca a Darlene Ferrin y Mike Mageau con un arma de fuego en un descampado en Vallejo (California). Mageau sobrevive.
Un mes después el San Francisco Chronicle recibe notas cifradas escritas por el asesino haciéndose llamar «Zodiac» y burlándose de la policía. El caricaturista de política Robert Graysmith no es tomado en serio por el periodista de sucesos Paul Avery y los editores y se lo excluye de los informes iniciales sobre los homicidios. Cuando el periódico publica las cartas, un matrimonio descifra una de ellas. En septiembre el asesino ataca a los estudiantes de derecho Bryan Hartnell y Cecelia Shepard en Lake Berryessa en el condado de Napa; Shepard muere dos días después.
En un bar, Avery se burla de Graysmith y después comienzan a hablar sobre las cartas cifradas. Graysmith interpreta una de ellas, a Avery le resulta útil y comparte más información con Graysmith. Una de las idea de Graysmith sobre las cartas es que la frase de Zodiac refiriéndose al hombre como «el animal más peligroso de todos» es una referencia a la película The Most Dangerous Game, donde el personaje del conde Zaroff caza seres humanos.
Dos semanas después, un taxista de San Francisco llamado Paul Stine recibe un disparo mortal en el barrio de Presidio Heights. Zodiac —el asesino del Zodiaco— envía trozos de la camisa ensangrentada de Stine al Chronicle junto a una carta burlándose. El caso se le asigna a los detectives de San Francisco Dave Toschi y Bill Armstrong, y trabajan junto a Jack Mulanax de Vallejo y al capitán Ken Narlow en Napa. Alguien afirmando ser Zodiac continúa enviando cartas y llega a hablar con el abogado Melvin Belli en un programa de televisión en vivo.
En 1971 los detectives Toschi, Armstrong y Mulanax interrogan a Arthur Leigh Allen, un sospechoso en el caso de Vallejo. Ven que usa un reloj de pulsera de la marca Zodiac, cuyo logo es el mismo que usa el asesino. Sin embargo, un experto en caligrafía asegura que Allen no escribió las cartas de Zodiac, aunque se dice que es ambidiestro. Avery recibe una carta con amenazas de muerte; a causa de la paranoia que esto le produce, termina consumiendo drogas y bebiendo alcohol. Comparte información con el Departamento de Policía de Riverside, lo que enfurece a Toschi y Armstrong. A Toschi le pesa la relevancia del caso y no logra concentrarse en una película de Hollywood, Harry el Sucio, en parte basada en el caso de Zodiac.
En 1978 Avery se va a otro periódico, The Sacramento Bee. Graysmith contacta persistentemente a Toschi para hablar sobre los asesinatos de Zodiac y logra impresionarlo con sus conocimientos sobre el caso. Aunque Toschi no puede darle acceso a la evidencia, le proporciona nombres de los otros departamentos de policía relacionados con los asesinatos. Armstrong es transferido de la División de Homicidios de la Policía de San Francisco y Toschi es degradado al ser acusado de falsificar cartas de Zodiac.
Graysmith continúa su propia investigación y es entrevistado en la televisión sobre un libro que está escribiendo acerca del caso. Comienza a recibir llamados de un desconocido donde lo único que escucha es su respiración. A medida que su obsesión se incrementa, Graysmith pierde su trabajo y su esposa lo abandona, llevándose a sus hijos. Graysmith descubre que Leigh vivía cerca de Ferrin —la primera víctima— y probablemente la conocía, y que la fecha de nacimiento de éste coincide con la fecha que Zodiac dio cuando habló con una de las criadas de Belli. Mientras que la evidencia circunstancial parece indicar su culpabilidad, la evidencia física —como las huellas digitales y las pruebas caligráficas— no lo involucra. En diciembre de 1983 Graysmith rastrea a Allen y lo encuentra en una tienda Ace Hardware de Vallejo, donde trabaja como vendedor; Graysmith solamente lo observa. Ocho años después, después de que el libro Zodiac de Graysmith se ha vuelto un éxito en ventas, Mageau —el sobreviviente del primer caso— identifica a Allen como su agresor en una foto policial.

## Reparto
- Jake Gyllenhaal como Robert Graysmith, un caricaturista del San Francisco Chronicle. Mientras reunía información para la película, Fincher consideró a Gyllenhaal para el papel. El director declaró: «Me gustó mucho en Donnie Darko y pensé que era una interesante moneda de dos caras. Puede hacer de ingenuo pero también estar poseído». Para prepararse para el rol, Gyllenhaal se reunió con Graysmith y lo grabó en video para estudiar sus gestos y comportamiento.
- Mark Ruffalo como el inspector del Departamento de Policía de San Francisco, Dave Toschi. En un principio, Ruffalo no estaba interesado en el proyecto, pero Fincher lo quería a él para el papel de Toschi. Se reunió con el actor y le dijo que se encontraba reescribiendo el guion. «Me encantó lo que estaba diciendo y hacia donde estaba yendo», recordó el actor. Como investigación, leyó cada noticia del caso y todos los libros sobre el tema. Conoció a Toschi y descubrió que «recordaba perfectamente los detalles y lo que sucedió, dónde, cuándo, quién estuvo ahí, cómo estaba vestido. Él siempre sabía cómo estaba vestido».
- Robert Downey Jr. como Paul Avery, un periodista del San Francisco Chronicle que cubría el caso del asesino del Zodiaco. En principio, Fincher quería a Brad Pitt como Avery, por el parecido físico entre ambos.
- Anthony Edwards como el inspector de la Policía de San Francisco William Armstrong. Para elegir los actores para el papel, Fincher dijo que pensó en Edwards porque «sabía que necesitaba la persona más decente que pudiese encontrar, porque él sería el balance de la película. De manera extraña, esta película no existiría sin Bill Armstorng. Todo lo que sabemos sobre el caso del Zodiaco lo sabemos por sus notas. Así que para el papel quería conseguir alguien que fuese totalmente confiable».
- Brian Cox como Melvin Belli, un distinguido abogado defensor que recibió una carta del asesino del Zodiaco.
- John Carroll Lynch como Arthur Leigh Allen, un sospechoso principal del caso. Allen nunca recibió cargos por estos crímenes.
- Chloë Sevigny como Melanie Graysmith, la esposa de Graysmith.
- John Getz como Templeton Peck, el jefe de redacción del San Francisco Chronicle.
- Elias Koteas como el sargento Jack Mulanax, un detective de la policía de Vallejo.
- Dermot Mulroney como el capitán Marty Lee, el supervisor de Armstrong y Toschi en la división de homicidios del Departamento de Policía de San Francisco.
- Donal Logue como Ken Narlow, un detective de policía de Napa.
- Philip Baker Hall como Sherwood Morrill, un analista de caligrafía.
- Adam Goldberg como Duffy Jennings, un periodista que reemplaza a Avery en el San Francisco Chronicle cuando este se marcha al San Francisco Examiner. Recibió una carta de Zodiac en 1978.
- James LeGros como el oficial George Bawart.
- Clea DuVall como Linda del Buono.
- Jimmi Simpson como Mike Mageau.

## Producción

### Desarrollo
James Vanderbilt había leído el libro Zodiac de Robert Graysmith durante la secundaria. Años más tarde, ya siendo guionista, conoció a Graysmith y le fascinó el folclore que rodeaba al asesino del Zodiaco e intentó transmitir eso a su guion. Vanderbilt había tenido malas experiencias con las versiones finales de sus guiones, que eran modificados, y esta vez quería mayor control sobre su material. Hizo llegar su adaptación de Zodiac a los productores Mike Medavoy y Bradley J. Fischer de Phoenix Pictures, acordando escribir un guion especulativo con la condición de tener mayor control creativo sobre él.
Graysmith se reunió por primera vez con Fischer y Vanderbilt en el estreno de la película Auto Focus de Paul Schrader, que estaba basada en el libro de Graysmith de 1991 acerca de la vida y muerte del actor Bob Crane. Llegaron a un acuerdo y negociaron los derechos de Zodiac y Zodiac Unmasked después de que estuviesen disponibles tras pertenecer a Disney por casi una década. Teniendo en cuenta su trabajo en Seven, David Fincher era la primera opción para dirigir. En principio, iba a dirigir una adaptación de la novela The Black Dahlia de James Ellroy (más tarde filmada por Brian De Palma), que iba a ser una miniserie de cinco horas, con un presupuesto de ochenta millones de dólares y estrellas de cine. Cuando el estudio encargado del proyecto no estuvo de acuerdo con esa idea, el director abandonó ese proyecto para dedicarse a Zodiac. Recibió un guion de 158 páginas de parte de Vanderbilt a finales del año 2003.
| «Recuerdo llegar a casa y contar que la patrulla había estado siguiendo a los autobuses de la escuela por un par de semanas. Y mi padre, que trabajaba desde casa, y que era muy seco y no minimizaba la importancia de las cosas, giró lentamente de su silla y dijo: "Oh sí. Hay un asesino en serie que ha matado cuatro o cinco personas, que se hace llamar Zodiac, que ha amenazado con tomar un rifle de gran potencia y volar los neumáticos del coche escolar y luego disparar a los niños cuando salen del coche"». — Fincher |

A Fincher le atrajo la historia porque pasó gran parte de su infancia en San Anselmo en el condado de Marin cuando sucedieron los primeros asesinatos; Para él, el asesino «era el cuco absoluto». También le atrajo el final sin resolver del guion de Vanderbilt porque se asemejaba a la vida real donde los casos no siempre son resueltos. Se dio cuenta de que su trabajo era disipar el nivel de mistificación que había alcanzado el caso con el paso de los años, definiendo claramente cuales eran los hechos reales y cuales eran ficción. Le dijo a Vanderbilt que quería un guion reescrito pero con investigaciones adicionales de los reportes policiales originales. Fincher notó que había mucha especulación y rumores, por lo tanto, quiso entrevistar en persona a gente directamente involucrada en el caso para ver si sus historias eran creíbles. Fincher hizo esto porque sintió una carga de responsabilidad al hacer una película que condenara a alguien póstumamente.
Fincher, Fischer y Vanderbilt pasaron meses entrevistando testigos, miembros de las familias de los sospechosos, investigadores actuales y retirados, las únicas dos víctimas sobrevivientes y los alcaldes de San Francisco y Vallejo. Fincher dijo: «Incluso cuando hicimos nuestras propias entrevistas, hablábamos con dos personas. Una confirmaba algunos aspectos y la otra los negaba. Además, había pasado mucho tiempo, los recuerdos se ven afectados y la manera diferente en que se cuentan las historias cambian la percepción. Así que cuando había alguna duda siempre nos quedábamos con los reportes policiales». Durante el curso de la investigación, Fincher y Fischer contrataron a Gerald McMenamin, un experto en lingüística forense y profesor de lingüística de la Universidad de Fresno del Estado de California, para analizar las cartas de Zodiac. A diferencia de los investigadores de los documentos en los años 1970, él se centró en el lenguaje de Zodiac y en cómo formaba sus oraciones en términos de estructura de palabras y ortografía.
Fincher se reunió con Sony Pictures Entertainment para financiar la película, pero la negociación fracasó debido a desacuerdos con el estudio con respecto al casting. Más tarde Warner Bros. y Paramount Pictures estuvieron de acuerdo en compartir los costos de producción. Para los estudios la película era difícil de vender y los ejecutivos estaban preocupados por la gran cantidad de diálogo y la falta de escenas de acción, como también de la inconclusa naturaleza de la trama.

### Casting
Mientras investigaba para la película, Fincher tuvo en consideración a Jake Gyllenhaal para interpretar a Robert Graysmith. El director afirmó: «Me gustó mucho en Donnie Darko y pensé: "Es una interesante moneda de dos caras. Puede hacer de ingenuo pero también de obsesionado"». Para prepararse para el papel Gyllenhaal conoció a Graysmith y lo grabó para estudiar sus gestos y comportamiento.
En un principio, Mark Ruffalo no estaba interesado en el proyecto pero Fincher lo quería para interpretar a David Toschi. Se reunió con el actor y le dijo que estaba reescribiendo el guion. «Me encantó lo que decía y hacia donde estaba yendo», recordó el actor. Previo a la filmación, leyó cada reporte sobre el caso y todos los libros sobre el tema. Ruffalo conoció a Toschi y notó que tenía «recuerdos perfectos sobre detalles y qué sucedió, cuando, donde, quiénes se encontraban ahí, cómo estaba vestido él. Siempre sabía como estaba vestido él. Creo es una marca de quien es y era muy importante para él».
Cuando estaban buscando el actor para el papel del inspector William Armstrong, Fincher pensó en Anthony Edwards porque «sabía que necesitaba la persona más decente que pudiese encontrar, porque él sería el equilibrio de la película. De un extraño modo, la película no existiría sin Bill Armstrong. Todo lo que sabemos sobre el caso del Zodiac, lo sabemos gracias a sus notas. Entonces para ese papel yo quería conseguir a alguien que fuese totalmente confiable».
Originalmente, Gary Oldman iba a interpretar a Melvin Belli: «tuvo muchos problemas, tenían maquillaje, pero no iba a funcionar físicamente, no tenía la corpulencia», recordó Graysmith. Brian Cox fue elegido en su lugar.
El resultado final fue una película con una amplia cantidad de personajes. En una crítica el 15 de mayo de 2007 la revista Variety notó: «Las actuaciones y el casting son impecables hasta el papel más pequeño».

## Recepción

### Taquilla
Estrenada en 2362 cines el 2 de marzo de 2007, la película recaudó 13,3 millones de dólares en su primer fin de semana, colocándose en segundo lugar en la taquilla y alcanzado un promedio de recaudación de 5671 dólares por cine. El filme fue sobrepasado en recaudación por Wild Hogs y sus ingresos descendieron un 50 % en su segundo fin de semana, alejándose de las recaudaciones récord de 300. La recaudación fue de 33 millones en Norteamérica y 51 millones en el resto del mundo, un total de 84 millones de dólares. En una entrevista para la revista Sight & Sound, Fincher se refirió a los bajos resultado de Zodiac en la taquilla norteamericana: «Incluso con esos resultados en la taquilla, todavía pienso que hay un público ahí afuera para esta película. Todo el mundo tiene una idea diferente sobre marketing, pero mi filosofía es que si comercializas una película para chicos de dieciséis años y no les das Saw o Seven, ellos van a ser los más vociferantes saliendo de la proyección diciendo "Esta película apesta". Y te estás despidiendo del público que la entendería porque mirarán los anuncios y dirán: "No quiero ver una película slasher"».

### Crítica
En el sitio agregador de reseñas Rotten Tomatoes, el filme tiene un porcentaje de aprobación de 89 % basado en 253 críticas, con un puntaje promedio de 7,63 sobre 10. El consenso del sitio indica: «Un thriller silencioso e impulsado por diálogos, que ofrece escena tras escena de ansiedad desgarradora. Además David Fincher pasa más tiempo ilustrando los matices de sus personajes y recreando el estado de ánimo de los años 1970 que en los detalles sangrientos del asesinato». En Metacritic alcanzó un puntaje de 79 sobre 100, basado en 40 reseñas, catalogada como una película de «críticas generalmente favorables». El público encuestado por CinemaScore le dio al filme un promedio de «B-» en una escala de A+ a F.
El crítico de Entertainment Weekly Owen Gleiberman le dio una calificación de «A», destacando la cinta como «un thriller procesal para la era de la información» que «te hace girar la cabeza de una manera nueva, atrayéndote a un vórtice y luego aún más profundo». En su reseña para The Village Voice, Nathan Lee escribió: «La falta de pretensiones [de Fincher] junto con la determinación de aclarar los hechos con la máxima economía y objetividad, le da a Zodiac su firme y brillante integridad. Como saga criminal, drama periodístico y pieza de época, funciona muy bien. Como alegoría de la vida en la era de la información, me voló la cabeza». Todd McCarthy de Variety elogió la «evocación casi infaliblemente precisa del San Francisco cotidiano de hace 35-40 años», agregando: «Olvídense del énfasis distorsionado en los hippies y el poder de las flores al que se entregan muchas de estas películas; esta es la ciudad tal como la experimentaron la mayoría de las personas que vivieron y trabajaron ahí». David Ansen, en su reseña para la revista Newsweek, escribió: «Zodiac está armada meticulosamente —la cinematografía digital de vanguardia de Harris Savides tiene una riqueza indistinguible de la película— y dura casi dos horas y cuarenta minutos. Aun así, la película te mantiene en su poder de principio a fin». El crítico Roger Ebert le dio una puntuación de cuatro sobre cuatro, escribiendo: «La película es una policía procesal cruzada con una película de periódico, pero libre de la mayoría de los clichés de ambos. Su logro más impresionante es reunir un desconcertante laberinto de hechos y sospechas durante un período de años y hacer que el viaje a través de este laberinto sea aterrador y lleno de suspenso». Ebert elogió el casting y, como columnista del Chicago Sun-Times, afirmó que Zodiac era «intrigante por su precisión» al mostrar el funcionamiento de un importante periódico.
La revista Time Out publicó: «Zodiac no es una película de rompecabezas en ese sentido; en cambio, se trata sobre la compulsión por resolver acertijos, y su golpe maestro es el reconocimiento progresivo, bastante contrario al tradicional cine criminal, de cuán infructuosa puede ser esa compulsión». Peter Bradshaw en su reseña para The Guardian destacó el filme por su «pura virilidad cinematográfica» y le dio un puntaje de cuatro sobre cinco. En su crítica para la revista Empire, Kim Newman le dio el mismo puntaje y escribió: «Necesitarás paciencia con el enfoque de la película, que sigue a sus personajes principales estudiando detenidamente los detalles, y prepárate para soportar un par de discusiones familiares rutinarias y conversaciones aburridas de policías, pero este apasionante estudio de personajes incrementa su suspenso agonizante a medida que se acerca a una respuesta que no se puede confirmar». Graham Fuller de la revista Sight & Sound escribió: «El tono es agradablemente plano y mundano, evocando la rutina desmoralizadora del trabajo policial en una era prefeminista y pretecnológica. Como tal, Zodiac es considerablemente más adulta que Seven, que saliva sobre el macabro juego del gato y el ratón que juega con la audiencia, y el abismo varonil de Fight Club».
Algunos criticaron la larga duración del filme y la falta de escenas de acción. «La película se ve envuelta en la inevitable burocracia de las investigaciones policiales», escribió Bob Longino de The Atlanta Journal-Constitution, quien opinó que el filme «tropieza con una conclusión bastante insatisfactoria» y «parece durar tanto como los Oscar». Andrew Sarris de The New York Observer afirmó que «El talento de Fincher para el casting es la principal ventaja de su curiosamente atenuado regreso al género de los asesinos en serie. Sigo diciendo 'curiosamente' con respecto al señor Fincher, porque realmente no puedo entender qué está haciendo en Zodiac, con una duración de dos horas y 37 minutos para lo que me resultó una historia aburrida». Christy Lemire escribió en el San Francisco Chronicle que «Jake Gyllenhaal es tanto la figura central como el eslabón más débil... Pero nunca desarrolla el personaje lo suficiente como para hacerte creer que sacrificaría su seguridad y la de su familia para encontrar la verdad. Se nos dice repetidamente que el ex Boy Scout es solo un tipo genuinamente bueno, pero eso no es suficiente». David Thompson de The Guardian sintió que en relación con el resto de la carrera de Fincher, Zodiac fue «lo peor hasta ahora, una terrible decepción en la que un ingenioso y meritorio asesino en serie casi se pierde en el tratamiento serpenteante de policías y periodistas obsesionados con el caso».

#### Listas de las mejores películas
Solo dos filmes de 2007 (No Country for Old Men y There Will Be Blood) aparecieron en más listas de las mejores del año que Zodiac. Algunas de listas top-ten son las siguientes:
- 1.º - Joshua Rothkopf, Time Out New York
- 1.º - Desson Thomson, The Washington Post
- 2.º - Manohla Dargis, The New York Times
- 2.º - Mike Russell, The Oregonian
- 2.º - Nathan Lee, The Village Voice
- 2.º - Wesley Morris, The Boston Globe
- 3.º - Nathan Rabin, The A.V. Club
- 3.º - Scott Tobias, The A.V. Club
- 3.º - Film Comment[36]
- 3.º - Sight & Sound
- 4.º - Scott Foundas, LA Weekly
- 5.º - Philip Martin, Arkansas Democrat-Gazette
- 6.º - Empire
- 6.º - Lisa Schwarzbaum, Entertainment Weekly
- 6.º - Lou Lumenick, New York Post
- 7.º - Richard Roeper, At the Movies with Ebert & Roeper
- 7.º - Glenn Kenny, Premiere
- 7.º - Keith Phipps, The A.V. Club
- 9.º - Marc Mohan, The Oregonian
- 9.º - Noel Murray, The A.V. Club
- 9.º - Andrew O'Hehir, Salon.com
- 9.º - Ty Burr, The Boston Globe
- 10.º - Claudia Puig, USA Today
- 10.º - Liam Lacey and Rick Groen, The Globe and Mail
- 10.º - Owen Gleiberman, Entertainment Weekly
- 10.º - Rene Rodriguez, The Miami Herald

En una encuesta de 2012 realizada por la revista de cine Sight & Sound a críticos y directores de cine para seleccionar las cincuenta mejores películas de todos los tiempos, tres críticos y un director (Bong Joon-ho), nombraron a Zodiac como uno de sus diez filmes favoritos. En una encuesta conducida por la BBC en 2016, se incluyó a Zodiac en el número doce de la lista de las cien mejores películas del siglo XXI.

### Premios y nominaciones
| Organización                              | Categoría                                     | Receptor(es)                                  | Resultado  | Ref.   |
| ----------------------------------------- | --------------------------------------------- | --------------------------------------------- | ---------- | ------ |
| Círculo de Críticos de Cine de Dublín     | Mejor director                                | David Fincher                                 | Ganador    | [ 39 ] |
| Festival de Cannes                        | Palma de Oro                                  | Palma de Oro                                  | Candidata  | [ 40 ] |
| Asociación de Críticos de Cine de Chicago | Mejor director                                | David Fincher                                 | Candidato  | [ 41 ] |
| Asociación de Críticos de Cine de Chicago | Mejor guion adaptado                          | James Vanderbilt                              | Candidato  | [ 41 ] |
| Premios Satellite                         | Mejor actor de reparto - drama                | Brian Cox                                     | Candidato  | [ 42 ] |
| Premios Satellite                         | Mejor fotografía                              | Harris Savides                                | Candidato  | [ 42 ] |
| Premios Satellite                         | Mejor guion adaptado                          | James Vanderbilt                              | Candidato  | [ 42 ] |
| Teen Choice Awards                        | Mejor actor: Terror/Suspenso                  | Jake Gyllenhaal                               | Candidato  | [ 43 ] |
| Toronto Film Critics Association Awards   | Mejor director                                | David Fincher                                 | Candidato  | [ 44 ] |
| Toronto Film Critics Association Awards   | Mejor película                                | Mejor película                                | Candidata  | [ 44 ] |
| World Soundtrack Awards                   | Mejor banda sonora original del año           | David Shire                                   | Candidato  | [ 45 ] |
| Premios Saturn                            | Mejor película de acción o aventuras          | Mejor película de acción o aventuras          | Candidata  | [ 46 ] |
| Premio Bodil                              | Mejor película estadounidense                 | Mejor película estadounidense                 | Candidata  | [ 47 ] |
| Premios Empire                            | Mejor director                                | David Fincher                                 | Candidato  | [ 48 ] |
| Premios Empire                            | Mejor película                                | Mejor película                                | Candidata  | [ 49 ] |
| Premios Empire                            | Mejor thriller                                | Mejor thriller                                | Candidata  | [ 50 ] |
| Premio Edgar                              | Mejor guion de cine                           | James Vanderbilt                              | Candidato  | [ 51 ] |
| Golden Trailer Awards                     | Mejor Teaser Poster                           | Mejor Teaser Poster                           | Candidata  | [ 52 ] |
| London Critics Circle Film Awards         | Director del año                              | David Fincher                                 | Candidato  | [ 53 ] |
| London Critics Circle Film Awards         | Película del año                              | Película del año                              | Candidata  | [ 53 ] |
| USC Scripter Award                        | Author                                        | Robert Graysmith                              | Candidato  | [ 54 ] |
| USC Scripter Award                        | Guionista                                     | James Vanderbilt                              | Candidato  | [ 54 ] |
| Visual Effects Society Awards             | Mejores efectos visuales en una filme         | Mejores efectos visuales en una filme         | Candidata  | [ 55 ] |
| Visual Effects Society Awards             | Mejor ambiente creado en un filme live action | Mejor ambiente creado en un filme live action | Candidata  | [ 55 ] |
| Premios WGA                               | Mejor guion adaptado                          | James Vanderbilt Robert Graysmith             | Candidatos | [ 56 ] |